# Erzbischöfliche Liebfrauenschule Bonn
Die Erzbischöfliche Liebfrauenschule Bonn (kurz LFS) ist ein privates katholisches Mädchengymnasium in der Bonner Südstadt.

## Geschichte
Die Liebfrauenschule geht auf eine private katholische Höhere Töchterschule zurück, die 1876 in den Zeiten des Kulturkampfes von der Pädagogin Bernardine Fröhlich gegründet und seit 1900 von Emilie Heyermann geleitet wurde. 1917 übernahmen die Schwestern Unserer Lieben Frau die Trägerschaft der Schule, die 1919 in das Gebäude an der Königstraße 17–19 umzog. 1938 wurde die Schule von den Nationalsozialisten geschlossen und als städtische Oberschule II für Mädchen geführt. 1945 übernahmen die Schwestern wieder die Schule, die zu einem neusprachlichen Gymnasium und (bis 1975) zu einem Gymnasium für Frauenbildung ausgebaut wurde. Seit 1975 ist das Erzbistum Köln Träger der Schule. Die Schule wurde seit 1985 umgestaltet und erweitert, unter anderem durch Fachräume.
Am 22. März 2023 gab das Erzbistum bekannt, die Liebfrauenschule zum 31. Juli 2029 zu schließen. Alle aktuellen Schülerinnen sollen noch einen Abschluss an der Liebfrauenschule machen können, die aktuellen Fünftklässerinnen zumindest noch die mittlere Reife mit dem Ende der Sekundarstufe I. Die Lehrkräfte und Mitarbeitenden sollen danach an anderen Schulen des Erzbistums weiterbeschäftigt werden. Als Gründe für die geplante Schließung wurden vom Schulträger rückläufige Schülerinnenzahlen, fehlende bauliche Entwicklungsmöglichkeiten am Standort und die Gesamtsituation der Schullandschaft in Bonn angegeben.
Eltern, Lehrkräfte und Schülerinnen wehrten sich gegen die Schließung. Auf einer Versammlung von Eltern und Bistumsvertretern am 23. März 2023 wurde ein Konsultationsprozess beschlossen, der einer Arbeitsgruppe die Möglichkeit geben soll, alle Fakten zu überprüfen und Alternativen zur Schließung der Schule vorzulegen. Dieser Prozess wurde ohne eine Lösung zum Erhalt der Liebfrauenschule beendet. Stattdessen vereinbarte das Erzbistum Köln mit der Stadt Bonn, dass die Gebäude der Liebfrauenschule nach und nach durch das benachbarte, städtische Clara-Schumann-Gymnasium genutzt werden sollen. Zudem teilte das Erzbistum mit, dass es anstrebe, den Schulbetrieb an der LFS bis 2032 aufrechtzuerhalten. Dadurch könnten alle aufgenommenen Schülerinnen auch ihr Abitur dort ablegen.

## Gebäude
Die Schule befindet sich in einem denkmalgeschützten Hauptgebäude aus der Gründerzeit. Es existieren moderne Fachräume und eine freie Schülervernetzung für alle. Interaktive Tafeln für den multimedialen Einsatz, ein Lesesaal mit Internetzugang, Laptops im Klassensatz und eine Mensa sind ebenfalls vorhanden.

## Schulprofil

### Religiöses Profil
Zu den Angeboten der Schulseelsorge gehören jugendgerechte Gottesdienste, morgendliches Gebet, Frühschichten, seelsorgliche Begleitung, karitativ-soziale Projekte, Besinnungstage für die Stufen 5, 9 und 10 und die Fahrt nach Taizé.

### Soziales Lernen
- Mentorinnenkonzept: Schülerinnen der Stufen 10 und 11 können sich in den Bereichen Mediation, Peer Counselling und Lernpatenschaften ausbilden lassen; sie betreuen unter anderem die 5. und 6. Klassen im Schulalltag
- Einführungswochen (Klassen 5–7 jeweils vor den Herbstferien) zum Thema Lernen lernen
- Lions-Quest-Stunden nach dem Konzept Erwachsen werden mit Übungen zu Regelverhalten, Selbsteinschätzung, Umgang innerhalb der Klassengemeinschaft
- Eine-Welt-AG zur Unterstützung sozialer Projekte in Ghana (in Kooperation mit den Salesianern Don Boscos)
- Medienscouts der Stufe 9 klären jüngere Mitschülerinnen über Probleme, Risiken und Schutzmöglichkeiten bei der Nutzung von modernen Medien/sozialen Netzwerken auf
- Schülerinnen ab Stufe 8 können sich in einem Malteser-Lehrgang zu Schulsanitäterinnen ausbilden lassen
- Suchtprophylaxe in der Stufe 8

### Kooperationen
- Leistungskurs-Kooperationen mit dem Kardinal-Frings-Gymnasium und dem Sankt-Adelheid-Gymnasium.

### Schulpädagogische Beratung
- Angebot für Schülerinnen und Eltern bei Fragen der schulischen und persönlichen Entwicklung, bei Konflikten und in Krisensituationen
- Beratung im Einzelgespräch, in Kleingruppen oder ganzen Lerngruppen durch ein Team von ausgebildeten Beratungslehrer sowie zwei Seelsorgern

### Berufliche Bildung
- Berufspraktikum in Stufe 9 in den Bereichen Handwerk/Naturwissenschaften/Medien
- Sozialpraktikum in Stufe 10 (Einblick in soziale Berufe)
- LFS als Bonner Pilotschule für das Programm Kein Abschluss ohne Anschluss
- Regelmäßige Teilnahme am Girls’ Day
- Regelmäßige Besuche des BIZ
- Berufsberatung durch die Agentur für Arbeit in der Schule
- Workshops für Assessment Trainings und Wege rund um das Abitur in Stufe 11
- Zusammenarbeit mit dem Juridicum Bonn: Workshops zum Jurastudium

### Wettbewerbe
Wettbewerbe werden in allen Fachbereichen angeboten, zum Beispiel: Jugend forscht, Chemie entdecken, Chemie-, Biologie- und Mathematik-Olympiade, Känguru-Wettbewerb, Bundeswettbewerb Fremdsprachen, Legamus Latine, Xpress Yourself, School Jam, Schultheaterfestival Spotlights, Young Women in Public Affairs Award (ZONTA), Eucharistischer Wettbewerb, Bonn-Marathon u. v. m.

### Naturwissenschaften
- Auszeichnung als MINT-freundliche Schule (Mathematik, Informatik, Naturwissenschaften, Technik)
- MINT-Akademie der LFS: außerschulische Projekt an Hochschulen, in Firmen etc. für alle Jahrgangsstufen
- Mittelstufe: Ernährungslehre im Differenzierungsbereich
- Oberstufe: Projektfachangebote in Biologie, Chemie und Physik in den Jgst. 11 und 12; Leistungskurse in Mathematik und in vier naturwissenschaftlichen Fächern
- Außerschulische Partner: IHK, Zentrum Zukunft durch Innovation Nordrhein-Westfalen (zdi), Deutsche Telekom Stiftung

### Sprachen
- Englisch ab Kl. 5 mit Spanisch ab Kl. 6 oder Latein ab Kl. 5 mit Englisch ab Kl. 5
- Französisch ab Kl. 8 wählbar
- Spanisch als neu einsetzende Fremdsprache in Stufe 10 wählbar
- Sprachzertifikate: Englisch (Cambridge), Französisch (DELF), Spanisch (DELE, TELC)

### Musik, Theater, Literatur
- Chor, Orchester, Musiktheater-Projektkurse
- Regelmäßige Aufführungen von Musicals, Opern, Orchester- und Chorkonzerten
- Instrumental- und Gesangsunterricht in zehn Fächern bei qualifizierten Musikpädagogen in der LFS-Musikschule am Nachmittag
- Literaturkurse mit jährlichen Eigenproduktionen wie Theaterstücke, Hörspiele und Zeitschriften

### Betreuungsangebote
- Hausaufgabenbetreuung (Silentium) durch qualifizierte Lehrerinnen und Zeit zum Spielen bis 17.00 Uhr (freitags bis 16.30 Uhr)
- umfassende AG-Angebote, darunter Rechtskunde-AG, Umwelt-AG, Eine-Welt-AG, Spanisch für Muttersprachlerinnen, Tanz, Fußball, Band Academy, Schauspiel, Bühnenbau, Selbstbehauptung und Medienscouts
- Ferienbetreuung, auch für Geschwisterkinder, in den Schulferien sowie an unterrichtsfreien Tagen
- Mensa: Frühstück und Mittagstisch

### Internationaler Austausch
- London (England), Stufen 7/8
- Ancenis (Frankreich), Stufe 9
- Santiago (Chile), Stufen 10/11
- Breslau (Polen), Stufe 11

### Fahrten
- Stufe 6: Norderney
- Stufe 8: Sportfreizeit in Worriken (Belgien)
- Stufe 11: Exkursion nach Weimar (optional)
- Stufe 12: Studienfahrten, zum Beispiel nach Prag, Budapest, Irland, Stockholm, an die Côte d’Azur oder in die Toskana